# Badija
Badija (olaszul: Badia) egy sziget Horvátországban, Dalmáciában, Dubrovnik-Neretva megyében, a Korčulai-szigetcsoport (Korčulansko otočje) egyik legnagyobb szigete.

## Leírása
Badija szigete Korčula városának kikötőjétől 20 percnyi hajóútra keletre található. Korčula szigetének partjaitól mindössze 180 méterre fekszik a Pelješi-csatorna keleti részén. Területe nem éri el az egy négyzetkilométert. A déli oldalon hosszú, homokos strandja van. Ugyancsak a déli oldalon található a sziget legjelentősebb épületegyüttese, a ferences kolostor.

## Története
A szigetet 1368-ban említik először „Scolenum sancti Petri” néven. 1392-ben boszniai ferencesek lakták. A szigetet a kolostorról nevezték el Badijának (latin: abbatia = apátság), amelyet a 15. és 16. század fordulóján építettek. A templom reneszánsz alkotás, míg a monumentális kolostort korčulai mesterek építették. A kolostor különféle átalakításokon ment keresztül. 1909-ben bővítették, ekkor nyitották meg a gimnáziumot. mely 1924 óta nyilvános intézmény. Ez volt az egyik legelismertebb ilyen jellegű iskola Európában. Az általános iskolával rendelkező árvaházat 1922-ben nyitották meg. A szigeten 1927 óta van áram. A második világháború után a jugoszláv kommunista hatóságok kiűzték a ferenceseket a szigetről. A Horvát Népköztársaság kormányának 1949. december 12-i elnökségi határozatával kisajátították a hadseregnek otthont adó kolostort, amely börtön lett. 1956-ban Badija sportközponttá és üdülőhellyé alakult, a templomból pedig élelmiszerraktár lett.

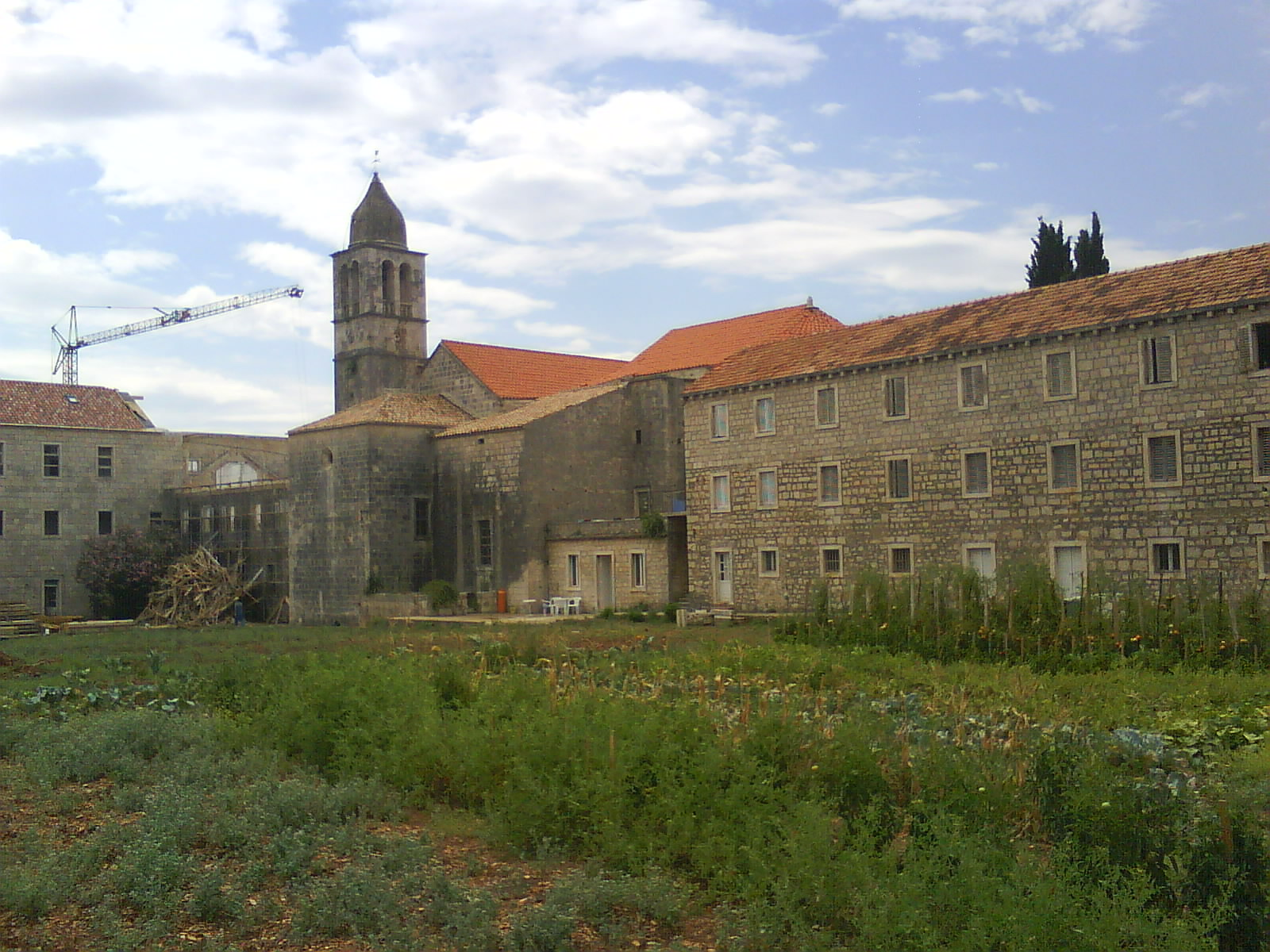
A ferences kolostor épületei

2003-ban a Horvát Köztársaság kormánya visszaadta az épületeket jogos tulajdonosának, a zárai székhelyű Szent Jeromos ferences tartománynak. Két évvel később a zárai ferencesek 99 évre átengedték a kolostort a hercegovinai ferences tartománynak. A badijai kolostort és templomot a vallási és kulturális értékeinek több mint 60 éves elhanyagolása és megsemmisítése után most fokozatosan helyreállítják.
Hagyományosan minden évben augusztus 2-án (az Angyalok Királynője, az Irgalmas Szűzanya, horvátul Porcijunkula ünnepén) kerül sor az irgalmasság menetére, ahol Korčula, Orebić, Lumbarda és más korculai települések, valamint Peljesac zarándokai érkeznek csónakjaikkal és hajóikkal, hogy megünnepeljék a sziget védőszentjét a boldogságos Szűz Máriát.
A sziget legmagasabb pontján áll a Szent Katalin templom, mely a kolostor templomával egy időben épült.

## Növény- és állatvilág
A szigeten uralkodó növényközösségek sűrű macchia-, fenyő-, ciprus- és olajfaerdők. Badiján európai dámvadak élnek.

## Turizmus
A sziget körül egy 4 km hosszú tengerparti sétány található. Nyáron taxihajók kötik össze a Korcula városában található taxihajó kikötővel. Több öblében vonzó búvárhelyek találhatók. A móló közelében van egy étterem, amely nyáron tart nyitva.

## Fordítás
Ez a szócikk részben vagy egészben  a   Badija című horvát Wikipédia-szócikk ezen változatának fordításán alapul.  Az eredeti cikk szerkesztőit annak laptörténete sorolja fel. Ez a jelzés csupán a megfogalmazás eredetét és a szerzői jogokat jelzi, nem szolgál a cikkben szereplő információk forrásmegjelöléseként.